# تیره‌راسوی آمریکایی
تیره‌راسو (مینک یا فیزون) آمریکایی (نام علمی: Neovison vison) گونه‌ای از زیرخانواده راسوئیان است. این حیوان نیمه‌آبزی و گوشتخوار بومی آمریکای شمالی است اما توسط انسان به بسیاری از نقاط اروپا و آمریکای جنوبی نیز وارد شده‌است. تیره‌راسوی آمریکایی از جوندگان، ماهی‌ها، سخت‌پوستان، قورباغه‌ها و پرندگان تغذیه می‌کند و در اروپا گونه مهاجم محسوب می‌شود و معرفی آن به اروپا یکی از دلایل کاهش شدید جمعیت تیره‌راسوی اروپایی، مشک‌موش پیرنه و ول آبی است.
این حیوان به دلیل خز مرغوبش بسیار مورد توجه است و بیش از هر حیوان دیگری در مزارع پرورش خز نگهداری می‌شود. برآورد می‌شود که هر سال حدود ۵۰ میلیون تیره‌راسوی آمریکایی در این مزارع برای استفاده از پوستشان سلاخی می‌شوند.